# Floß (gmina)

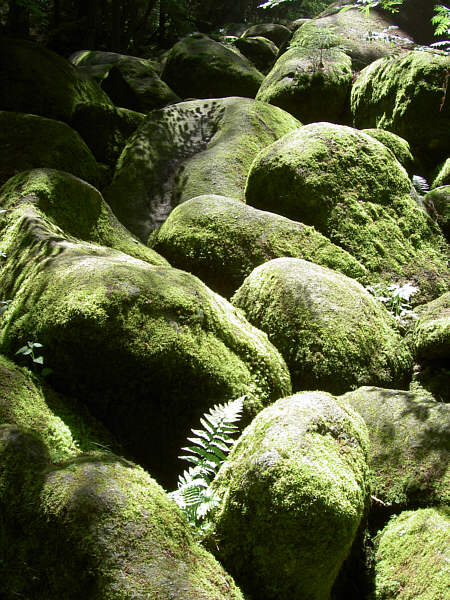
Skały Doost

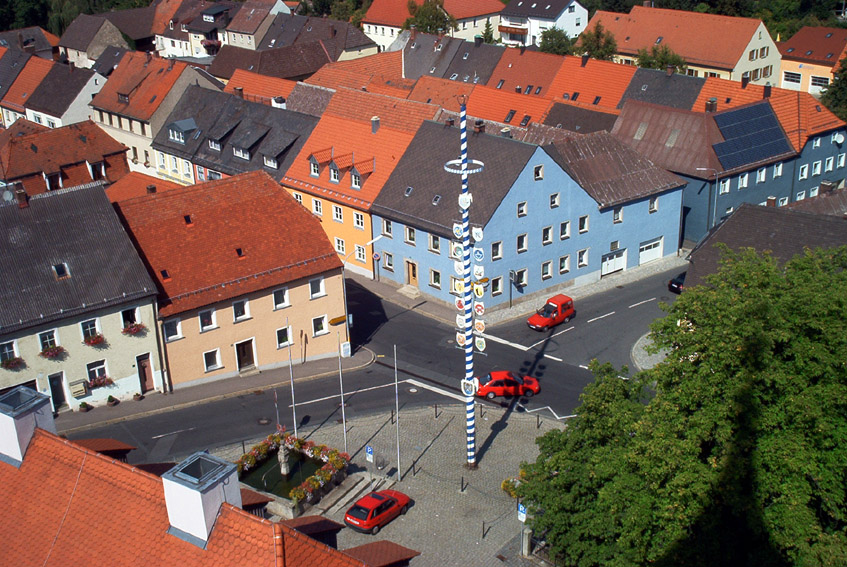
Floß

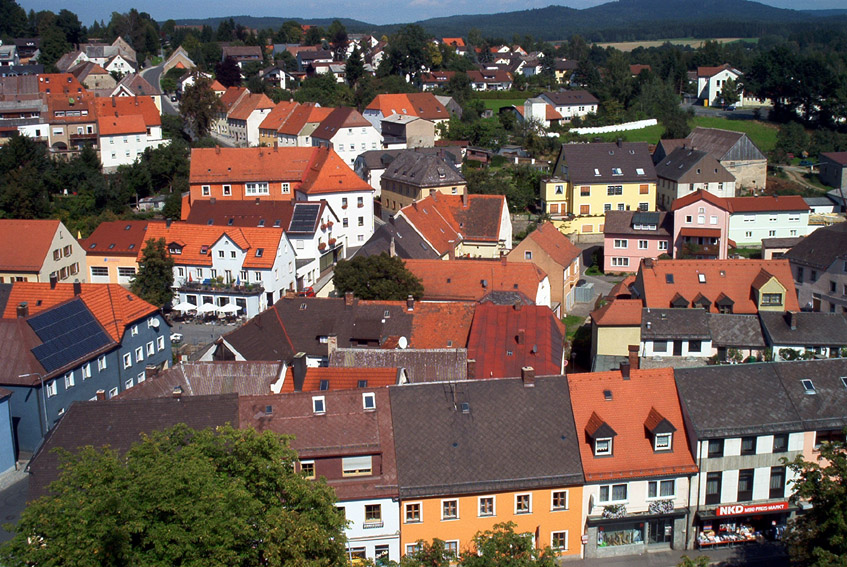
Floß

Floß – gmina targowa w Niemczech, w kraju związkowym Bawaria, w rejencji Górny Palatynat, w regionie Oberpfalz-Nord, w powiecie Neustadt an der Waldnaab. Leży w Lesie Czeskim, około 8 km na wschód od Neustadt an der Waldnaab, przy linii kolejowej Neustadt an der Waldnaab – Vohenstrauß.

## Dzielnice
W skład gminy wchodzą następujące dzielnice: Bergnetsreuth, Boxdorf, Diebersreuth, Diepoltsreuth, Ellenbach, Fehrsdorf, Floß, Gailertsreuth, Geiermühle, Gollwitzerhof, Gösen, Grafenreuth, Hardt, Hardtheim, Hauptersreuth, Höfen, Kalmreuth, Konradsreuth, Kühbach, Meierhof, Niedernfloß, Oberndorf, Pauschendorf, Plankenhammer, Ritzlersreuth, Schlattein, Schnepfenhof, Schönberg, Schönbrunn, Steinfrankenreuth, Weikersmühle, Welsenhof, Wilkershof, Würnreuth, Würzelbrunn, Ziegelhütte.

## Zabytki i atrakcje
- synagoga, wybudowana w 1817
- kirkut
- Kościół pielgrzymkowy pw. św. Mikołaja (St. Nikolaus)
- skały Doost